# Крестниково (посёлок, Владимирская область)
Крестниково — посёлок в Ковровском районе Владимирской области России, входит в состав Клязьминского сельского поселения.

## География
Посёлок расположен в 23 км на юг от центра поселения села Клязьменский Городок и в 25 км на юго-восток от райцентра города Ковров, железнодорожная станция Крестниково на линии Ковров — Нижний Новгород. В 3 км от посёлка находится деревня Крестниково. 

## История
Посёлок возник в конце XIX века при одноименной железнодорожной станции, входил в состав Сарыевской волости Вязниковкого уезда. В 1905 году в посёлке числилось 7 дворов, в 1926 году — 39 дворов.
С 1929 года посёлок входил в состав Осинковского сельсовета Вязниковского района, с 1965 года — в составе Осиповского сельсовета Ковровского района, с 2005 года — в составе Клязьминского сельского поселения.
До 2011 года в посёлке действовала Крестниковская основная общеобразовательная школа.

## Население
| 1905 | 1926 | 2002 | 2010 | 2021 |
| ---- | ---- | ---- | ---- | ---- |
| 32   | ↗161 | ↗288 | ↘272 | ↗310 |